# Wragowo
Wragowo (ros. Врагово) – wieś w Rosji, w rejonie mieżdurieczeńskim obwodu wołogodzkiego. W 2010 r. liczyła 357 mieszkańców.